# Megan Schwambová
Megan E. Schwambová (* 1984 Huntsville) je americká astronomka, zabývající se studiem vzdálených oblastí sluneční soustavy. Specializuje se na výzkum sednoidů a podílela se na objevu několika transneptunických těles.

## Vědecká kariéra
Studium na Pensylvánské univerzitě ukončila roku 2006. Následně se věnovala studiu planetologie na Kalifornském technologickém institutu v Pasadeně. Studium ukončila diplomovou prací zabývající se hledáním ledových objektů podobných transneptunickému tělesu Sedna a svědectvím, jež tato tělesa poskytují o počátcích sluneční soustavy.
Roku 2010 získala od americké National Science Foundation pro svůj výzkumný program postdoktorální stipendium na Yaleově univerzitě, kde se účastnila prohlídky jižní oblohy, jejímž cílem je hledat velká a jasná tělesa Kuiperova pásu, studovat jejich fyzikální charakteristiky a na základě toho zkoumat historii vývoje raných fází sluneční soustavy.
Megan Schwambová je také členkou týmu Planet Hunters, který se snaží využít pomoci dobrovolníků z řad veřejnosti při hledání extrasolárních planet; dobrovolníci v rámci tohoto projektu pomáhají prozkoumat obrovská množství dat produkovaných sondou Kepler.
V roce 2017 obdržela Medaili Carla Sagana.